# Сельское поселение село Покровка
Се́льское поселе́ние село Покровка — муниципальное образование в Бикинском районе Хабаровского края Российской Федерации.
Административный центр — село Покровка.

## История
Статус и границы сельского поселения установлены Законом Хабаровского края от 28 июля 2004 года № 208 «О наделении посёлковых, сельских муниципальных образований статусом городского, сельского поселения и об установлении их границ».

## Население
| 1926 | 2010 | 2011 | 2012 | 2013 | 2014 | 2015 |
| ---- | ---- | ---- | ---- | ---- | ---- | ---- |
| 247  | ↘224 | ↘223 | ↗228 | ↘225 | ↘219 | ↘195 |
| 2016 | 2017 | 2018 | 2019 | 2020 | 2021 |      |
| ↗197 | ↗205 | ↗209 | ↘203 | ↘190 | ↘166 |      |

## Состав сельского поселения
| № | Населённый пункт | Тип населённого пункта       | Население |
| - | ---------------- | ---------------------------- | --------- |
| 1 | Покровка         | село, административный центр | ↘166      |